# Осада Варны (1201)
Осада Варны (болг. Обсада на Варна) — осада болгарского города Варна, случившаяся во время болгаро-византийских войн. Началась 21 марта и закончилась 24 марта 1201 года. Болгарская сторона победила в сражении.

## Предыстория
После своей коронации царь Калоян сразу объявил о желании продолжить войну с Византийской империей чтобы отвоевать потерянные Болгарией земли.

## Осада
После взятия крепости Констанция (около нынешнего Симеоновграда) Калоян решил взять последнюю крепость византийцев, находящуюся в Стара-Платине Варну.
Крепость оборонялась самым сильным гарнизоном Византийской армии, в котором так же состояли наёмники. С помощью инженеров, создавших новую осадную башню, войска Болгарии подошли к стенам города. На третий день осады, 24 марта, войска совершили прорыв и взяли город. После этого болгарская сторона уничтожила город и вернулась в столицу Велико-Тырново.

## Последствия
В конце года Болгария и Византия начали переговоры, окончившиеся мирным договором в начале 1202 года. После этого Болгария сосредоточилась на уничтожении Венгрии.